# Sándor Wekerle
Sándor Wekerle (Mór, 14 de noviembre de 1848-Budapest, 16 de agosto de 1921) fue un político húngaro que se desempeñó tres veces como primer ministro de su país. Fue el primer no noble en ocupar dicho cargo en Hungría.

## Biografía

### Comienzos
Nacido en Mór, en la región de Székesfehérvár, en el seno de una familia de alemanes étnicos conocida como suabos del Danubio. Se doctoró en derecho por la Universidad de Budapest. Ingresó en el funcionariado y, tras un periodo de prueba, obtuvo un cargo en el Ministerio de Finanzas. A la vez, continuó su relación con la universidad, donde impartía cursos de economía política.
Elegido para la Cámara Baja en 1886, se convirtió ese mismo año en secretario de Estado de Hacienda. En 1889 sucedió a Kálmán Tisza, fundador del Partido Liberal y principal figura política húngara desde mediados de los años 1870, como ministro de Hacienda. Su tarea inmediata fue la mejora de la situación financiera del país; consiguió por primera vez evitar el déficit público.

### Primer gabinete
En noviembre de 1892, reemplazó al conde Gyula Szapáry como primer ministro, manteniendo la cartera de Hacienda. Este se había visto obligado a dimitir a causa del enfrentamiento del Gobierno, que pretendía hacer del matrimonio en un asunto civil, con la Iglesia católica que, a pesar de la legislación de 1868, seguía obligando a los hijos de los matrimonios mixtos a educarse como católicos e impedía las bodas entre católicos y judíos. Wekerle fue el primer ministro húngaro que no pertenecía a la nobleza.
Consiguió aprobar la Ley de Matrimonio Civil, pese a la oposición de la Iglesia católica (1894), asegurando los derechos civiles respecto al matrimonio y la educación de los hijos. Durante los duros debates parlamentarios, la cuestión dividió a los partidos. La oposición católica consiguió que dimitiese el 22 de diciembre de 1894; lo sustituyó en el cargo Dezső Bánffy.

### Segundo gabinete
El 1 de enero de 1897 fue nombrado presidente de la comisión judicial, recién creada en Budapest y se mantuvo unos años alejado de la política. Tras la reconciliación del rey-emperador con la coalición húngara después de la tensa situación por el bloqueo de importante legislación militar en el Parlamento húngaro y las exigencias nacionalistas, se le consideró el hombre más apropiado para formar gobierno. Se le nombró primer ministro el 8 de abril de 1906, reservándose de nuevo la cartera de hacienda.  

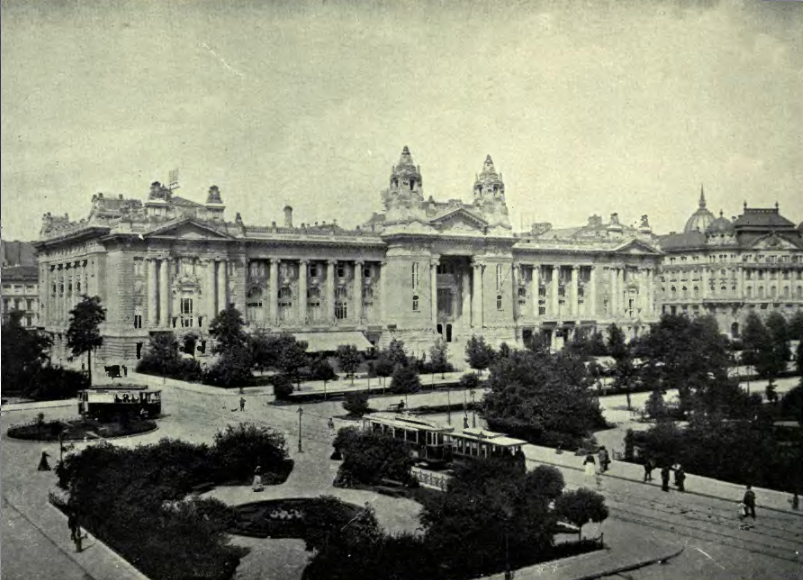
Bolsa de Budapest a comienzos del siglo : se consideraba a Wekerle como un maestro de las finanzas; se produjo un gran crecimiento industrial durante sus periodos al frente del Ministerio de Finanzas.

Como supuesto representante del nacionalismo húngaro a la vez que hombre de confianza del emperador, trató de mantener un equilibrio a la postre fallido entre los dos intereses. Incapaz de extender el derecho al voto por la oposición de parte del Parlamento, logró sin embargo aprobar importantes leyes sociales (seguro de salud y de accidente, planes de vivienda, etc). Su política hacia las minorías fue represiva, en parte para calmar a su propio electorado nacionalista, al igual que su actitud hacia la socialdemocracia. En marzo de 1908, coincidiendo con la crisis de la anexión de Bosnia, su ministro del Interior, el conde Andrássy, logró que el emperador aceptase el voto plural y el mantenimiento del sufragio público, con el objetivo de mantener el poder el manos de la nobleza, excluyendo a las nacionalidades y a los socialistas, así como a las clases populares magiares.
Su política económica, por su parte, fue mucho más afortunada: se produjo un notable desarrollo en la agricultura y la industria del país. Por desgracia, estos avances no pudieron satisfacer al electorado, centrado en las cuestiones políticas de mayor autonomía frente a Viena. Se opuso, como defendían otros dirigentes de la Coalición, a la creación de un banco nacional húngaro separado, por razones económicas. Wekerle, tratando de mantener el acuerdo, propuso que el banco nacional austrohúngaro se dividiese en dos bancos asociados.
Dimitió el 29 de abril de 1909 al rechazar el emperador las propuestas sobre los bancos nacionales, pero se mantuvo en funciones hasta la creación del gabinete Khuen-Héderváry, el 17 de enero de 1910.

## Tercer y último gabinete
Wekerle volvió al poder a finales de la Primera Guerra Mundial, en 1917, y fue primer ministro el último año de la guerra. Wekerle sustituyó el 20 de agosto de 1917 al débil Eszterházy, nombrado por el nuevo  emperador Carlos por ser partidario de la unión con Austria, pero más maleable que el veterano Tisza. Wekerle permaneció fiel a la alianza alemana, partidario de continuar la guerra y fue nombrado con el objetivo de mantener las políticas de Tisza. Wekerle contaba con amplia experiencia de gobierno y se le consideraba un gran experto en finanzas. Como en los dos gabinetes anteriores, fue poco más que una fachada que escondía personalidades más poderosas. 

### Crisis de la ampliación del sufragio
Wekerle contaba con un optimismo basado en la confianza de ser capaz de resolver cualquier problema que los observadores consideraron fuera de lugar ante la delicada situación. Tenía además una acentuada costumbre de prometer cosas que luego era incapaz de cumplir y no era un político popular. Ideológicamente, estaba muy cerca de la posición de Tisza y este, a la vez que advertía al nuevo gobierno contra la posibilidad de ampliar el censo, alabó a Wekerle. Wekerle, aunque no podía renegar abiertamente del programa de su predecesor Eszterházy, pertenecía a la reducida oligarquía que controlaba la política en Hungría y no era favorable a la ampliación del derecho al voto, opinión que compartía con la mayoría de los dirigentes políticos, tanto del gobierno como de la oposición. La dilación en aplicar la reforma electoral disgustó a los dirigentes más progresistas, a los nacionalistas de las minorías y a los socialistas.
Tras la formación de un nuevo gabinete a finales de enero de 1918, la propuesta de ampliación del censo pasó a un comité parlamentario donde Tisza se encargó de moderarla, sin que esto preocupase al gobierno, que la veía cada vez más como una molestia. Tras su renuncia el 17 de abril de 1918 y su vuelta al gobierno mediante un acuerdo con Tisza, toda referencia a una ampliación sustancial del derecho al voto desapareció.
Comenzó, muy al final de la contienda, a plantearse ampliar el derecho al voto, pero la inminente derrota lo obligó a dimitir a finales de octubre de 1918. Su reforma electoral, muy moderada y con apenas apoyo parlamentario magiar y ninguno de los escasos representantes de las minorías, se aprobó en septiembre, poco antes de abandonar el gobierno y de la derrota austrohúngara en la guerra mundial, y no tuvo efecto alguno.

### Renovación del concierto económico austrohúngaro
En 1916 hubo de lidiar con la renovación del acuerdo económico entre las dos mitades del Estado, que caducaba a finales del año siguiente, en un momento de malas relaciones entre ellas. La próxima negociación económica con Alemania y la posibilidad de llevar a cabo con ella una unión aduanera dio mayor urgencia a la conclusión de las negociaciones entre húngaros y austriacos. La delegación austriaca se propuso extender los periodos de validez del acuerdo económico más allá de los diez años, lo que convenía a la estabilidad del Estado y a lo que Wekerle estaba dispuesto. En este tema Wekerle hubo de contar con Esteban Tisza, en la oposición pero con la mayoría en el Parlamento, que llevó a cabo una dura negociación con los austriacos.

### Oposición a las reformas
A finales de 1917 y durante la primera mitad de 1918 se mostró tenazmente opuesto a la aplicación de reformas territoriales al Imperio que supusiesen el fin del sistema dual y la creación de una tercera unidad yugoslava. De nuevo, contó en este asunto con el apoyo de Tisza, quien también apoyó la sugerencia de Wekerle de anexionar como un territorio autónomo Bosnia-Hercegovina a Hungría en caso reforma territorial. La postura de Wekerle y Tisza desesperó a los negociadores austriacos, que veían necesaria la reforma.

### Derrota en la guerra y dimisión
Logró la promesa del emperador de reorganizar el Ejército tras la guerra, introduciendo el magiar como idioma de las tropas de origen húngaro. Wekerle trató de utilizar esta promesa para dar popularidad a su nuevo partido de gobierno que intentó infructuosamente hundir al reformista Mihály Károlyi, y de dejar en segundo plano la reforma electoral. El 25 de enero de 1918 formó un nuevo gabinete, más conservador.
Hubo de enfrentarse asimismo a las protestas que, originadas en Alemania, alcanzaron Budapest a mediados de enero de 1918. La falta de progreso en la ampliación del censo, el deterioro del abastecimiento de alimentos y la oposición a la paz punitiva con la nueva Rusia Soviética alimentaban el descontento. Las protestas cesaron solo cuando Wekerle se comprometió a satisfacer las reclamaciones de los trabajadores.
A comienzos de 1918 expresó su deseo de que la próxima paz con Rumanía incluyese una sustanciosa revisión territorial en favor de Hungría, en lo que coincidía con Tisza, pero no con el ministro de Asuntos Exteriores austrohúngaro, Ottokar Czernin, que rebajó las exigencias en sus negociaciones con los rumanos. En el tratado final de mayo, Rumanía cedió seiscientos kilómetros cuadrados a Austria y cinco mil a Hungría.
En abril, tras la renuncia de Czernin por el escándalo de las negociaciones del emperador a través de Sixto de Borbón-Parma con la Triple Entente y el acuerdo de gobierno con Tisza, Wekerle respaldó la candidatura de este para el Ministerio de Asuntos Exteriores austrohúngaro.
En septiembre, ante la urgencia austriaca por reformar la estructura del Imperio, Wekerle volvió a mostrar su oposición. Tras la solicitud de armisticio alemana del 29 de septiembre de 1918, Wekerle se mostró dispuesto a negociar con la Entente sobre la base de los Catorce Puntos, siempre que los asuntos internos del Imperio quedasen excluidos. El ministro de Asuntos Exteriores desoyó las exigencias de Wekerle y comenzó los contactos con el presidente norteamericano el 4 de octubre.
Ya a las puertas de la derrota, Wekerle logró que el emperador excluyese de su manifiesto del 16 de octubre de 1918 a Hungría de la oferta de federalización del imperio con el que trató en vano de evitar la desaparición del país, bloqueando así las aspiraciones checoslovacas y yugoslavas. El 22 de octubre de 1918, en una reunión del consejo de ministerios comunes del Imperio, Wekerle aún no había asimilado la situación real de derrota: admitió finalmente la unión de los territorios eslavos del sur únicamente a condición de que la nueva unidad quedase unida a Hungría.
Wekerle dimitió el 23 de octubre de 1918, tras un mes de solicitar su relevo. La búsqueda del emperador de un sustituto cercano a Andrássy fue casi irrelevante, ya que el poder había pasado para entonces a las calles de la capital y al frente, que se descomponía. Pocos días después, se desencadenaba la Revolución de los Crisantemos, que acabó desembocando en la proclamación de la independencia de Hungría respecto del Imperio y el establecimiento de la república. Fue encarcelado durante el periodo republicano y liberado durante el corto Gobierno del socialdemócrata Gyula Peidl a comienzos de julio de 1919 junto con otros ministros de la monarquía, a pesar de ser considerado como ellos parcialmente responsable de la guerra.
Wekerletelep, barrio del sur de Budapest, se llama así en su honor. Se construyó antes de la Segunda Guerra Mundial y cuenta con una plaza central obra del arquitecto Károly Kós. Se construyó para que familias de clase trabajadora tuviesen viviendas asequibles en un ambiente natural. Se considera uno de los primeros casos de planificación urbana en Europa.